# Эленде, Анри
Анри Эленде (фр. Henri Elendé; 13 ноября 1941, Браззавиль — 23 июня 2022, Браззавиль) — конголезский легкоатлет, выступавший в прыжках в высоту. Участник летних Олимпийских игр 1964 года, серебряный призёр Всеафриканских игр 1965 года.

## Биография
Анри Эленде родился 13 ноября 1941 года в городе Браззавиль во Французской Экваториальной Африке (сейчас в Республике Конго).
Начал заниматься лёгкой атлетикой в школьные годы. 
В 1961 году стал чемпионом первых Игр дружбы в Абиджане в прыжках в высоту.
В 1964 году установил рекорд Республики Конго, прыгнув на 2,14 метра. Достижение было побито только в 2022 году.
В том же году вошёл в состав сборной Республики Конго на летних Олимпийских играх в Токио. В прыжках в высоту выиграл квалификацию вместе с Робертом Шавлакадзе из СССР, показав результат 2,06 с трёх попыток. В финале занял последнее, 20-е место, с результатом 1,90, уступив 28 сантиметров завоевавшему золото Валерию Брумелю из СССР.
Вместе со спринтером Леоном Йомбе стал одним из двух первых спортсменов, представлявших Республику Конго на Олимпийских играх.
В 1965 году завоевал серебряную медаль на первых Всеафриканских играх в Браззавиле, показав результат 2,03 и уступив 4 сантиметра ставшему чемпионов Самуэлю Игуну из Нигерии. Был знаменосцем сборной Республики Конго на церемонии открытия Игр.
В том же году уехал в Париж учиться в Высшем институте физического воспитания и спорта. В 1965—1966 годах был чемпионом Франции среди студентов.
В 1970 году вернулся в Республику Конго. Работал спортивным функционером, несколько раз занимал руководящие посты в конголезском спорте, в 1972 году был верховным комиссаром по делам молодёжи и спорта.
В 2000 году был признан лучшим спортсменом Республики Конго в XX веке.
В 2015 году был награждён национальным орденом «За спортивные заслуги».
Умер 23 июня 2022 года в Браззавиле.

## Личный рекорд
- Прыжки в высоту — 2,14 (1964)[2]

## Память
В Браззавиле именем Анри Эленде назван универсальный спортивный зал на 4000 зрителей.